# Torneo de Doha 2020
El Qatar ExxonMobil Open 2020 fue un evento de tenis de la categoría ATP Tour 250 que se disputó en Doha, Catar en el Khalifa International Tennis Complex desde el 6 hasta el 11 de enero de 2020.

## Distribución de puntos
| Modalidad            | Campeón | Finalista | Semifinales | Cuartos de final | 2ª ronda | 1ª ronda | Clasificados | 2ª ronda de clasificación | 1ª ronda de clasificación |
| Individual masculino | 250     | 165       | 100         | 50               | 25       | 0        | 13           | 7                         | 0                         |
| Dobles masculino     | 250     | 150       | 90          | 45               | 20       | 0        | -            | -                         | -                         |

## Cabezas de serie

### Individuales masculino
| Tenista            | Ranking | Preclasificado |
| Stan Wawrinka      | 16      | 1              |
| Andréi Rubliov     | 23      | 2              |
| Jo-Wilfried Tsonga | 29      | 3              |
| Milos Raonic       | 31      | 4              |
| Laslo Djere        | 38      | 5              |
| Filip Krajinović   | 40      | 6              |
| Adrian Mannarino   | 43      | 7              |
| Frances Tiafoe     | 47      | 8              |

- Ranking del 30 de diciembre de 2019.[2]

### Dobles masculino
| Tenista                      | Ranking | Preclasificado |
| Mate Pavić Bruno Soares      | 39      | 1              |
| Henri Kontinen Franko Škugor | 52      | 2              |
| Rohan Bopanna Wesley Koolhof | 52      | 3              |
| Jérémy Chardy Fabrice Martin | 59      | 4              |

## Campeones

### Individual masculino
Andréi Rubliov venció a  Corentin Moutet por 6-2, 7-6(7-3)

### Dobles masculino
Rohan Bopanna /  Wesley Koolhof vencieron a  Luke Bambridge /  Santiago González por 3-6, 6-2, [10-6]